# Cichy Staw (Szczecin)
Cichy Staw – niewielki staw na Wzniesieniach Szczecińskich, zlokalizowany w północnej części szczecińskiego osiedla Niemierzyn. Jest to drugi pod względem wielkości zbiornik wodny położony na terenie Ogródków Działkowych "Skarbówka", które znajdują się na wschód od ul. Fryderyka Chopina.